# Spherillo coecus
Spherillo coecus är en kräftdjursart som först beskrevs av Gustave Frédéric Dollfus 1907.  Spherillo coecus ingår i släktet Spherillo, och familjen Armadillidae. Inga underarter finns listade.